# Maringotka

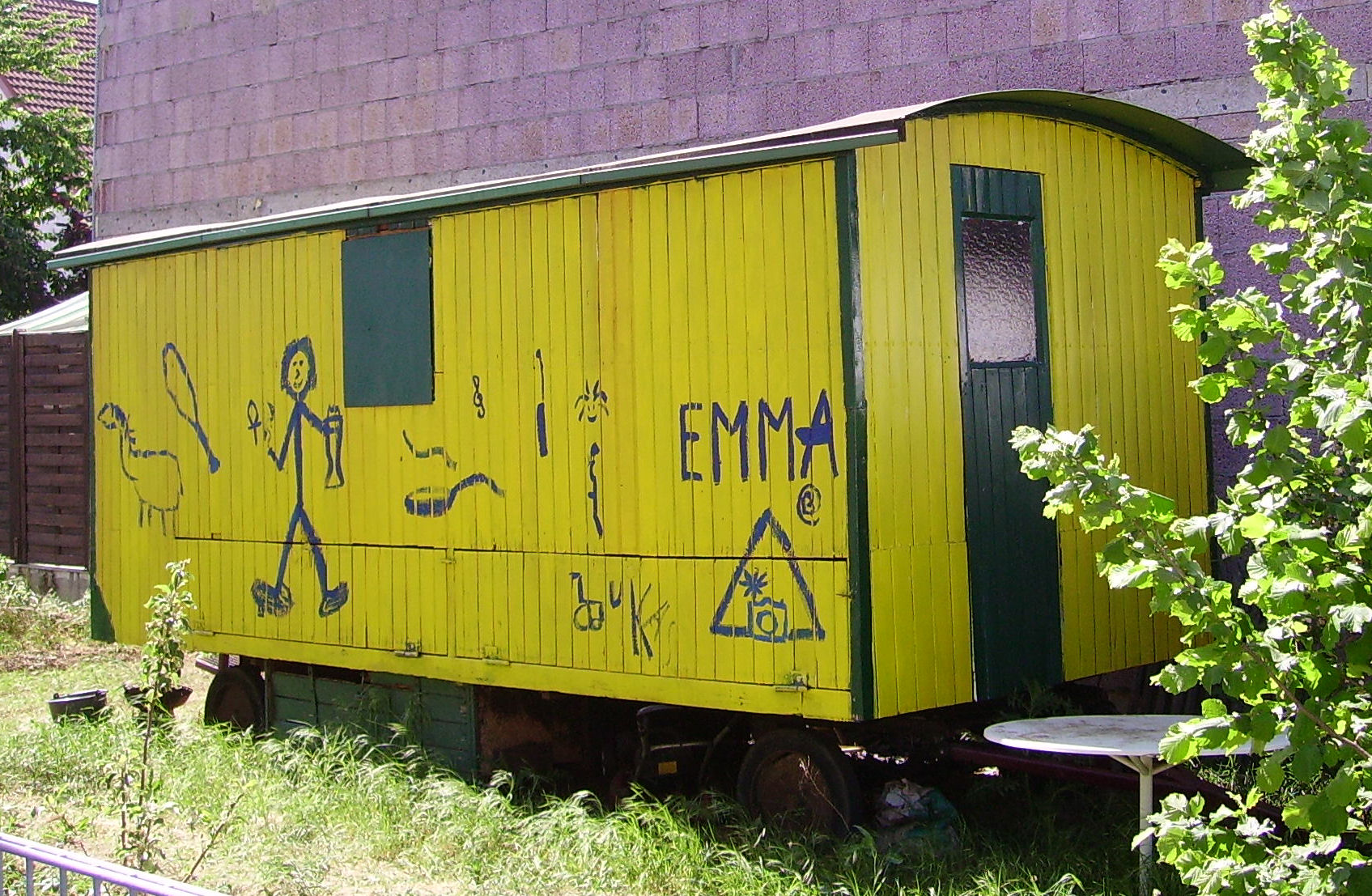
Stavební maringotka

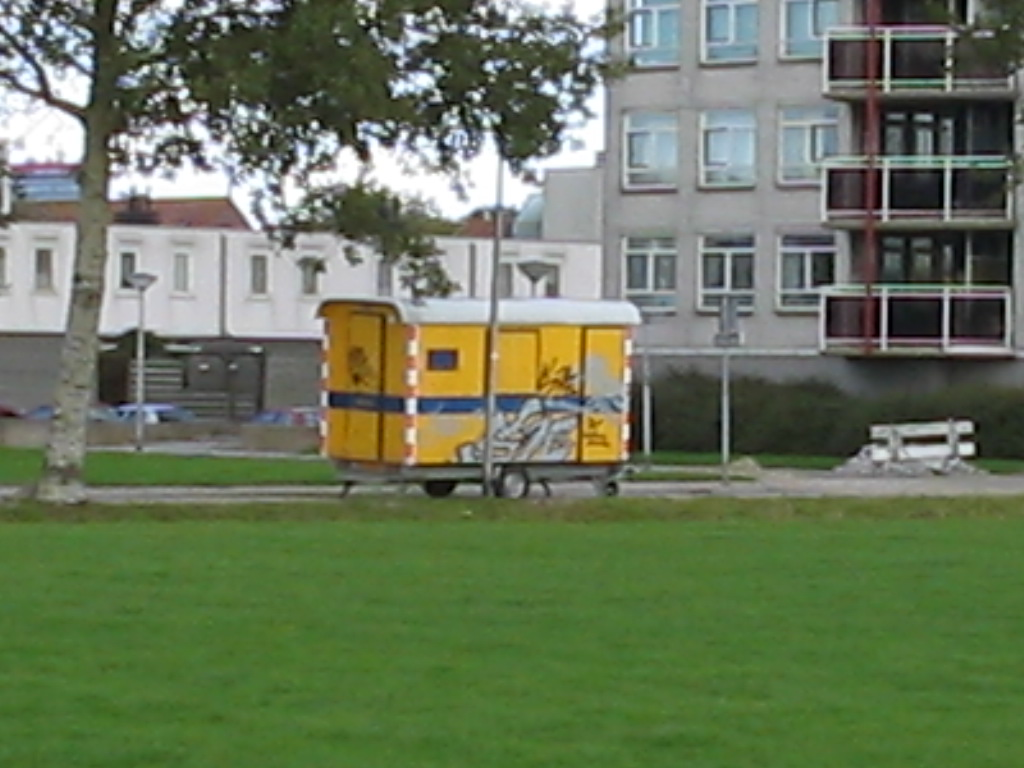
Menší verze – jednoosá

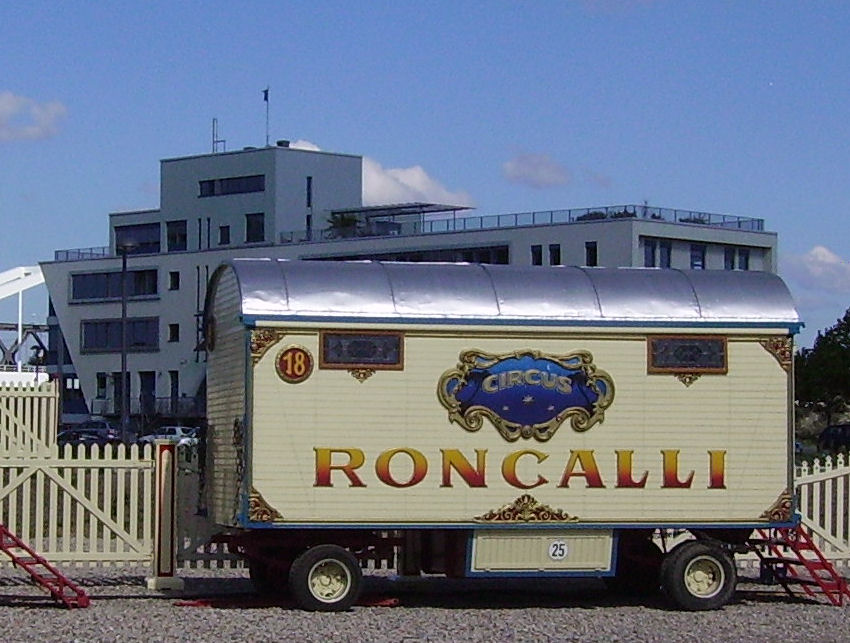
Pestrobarevně natřená cirkusová maringotka

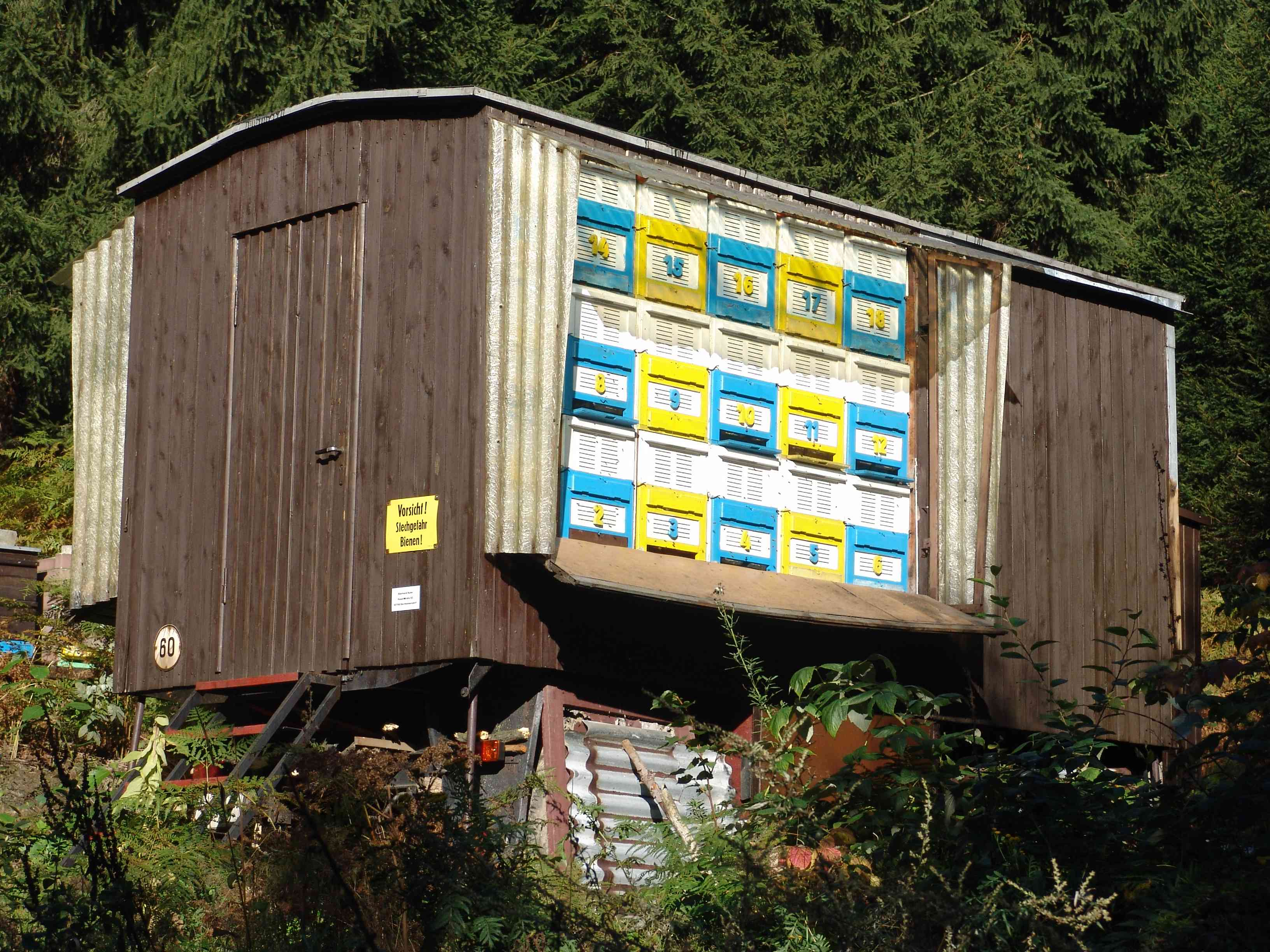
Maringotka přestavěná na včelín

Maringotka je speciálně konstruovaný přívěs určený k tažení nákladním automobilem, traktorem nebo některými stavebními stroji. Maringotka má na podvozku shodném s běžným přívěsem postavenou kabinu určenou k pobytu osob. Konstrukce kabiny bývala běžně ze dřeva, dnes je podobně jako u karavanů ze sendvičových desek (mezi vrstvami plechu je tepelně izolační pěna). Maringotky se běžně užívaly na staveništích, kde sloužily jako přechodné obydlí pro stavební dělníky. V maringotkách byly zřizovány šatny, převlékárny, sociální zařízení, sklady nářadí. Maringotka může být vybavena samostatným vytápěním. Dříve byla běžná kamna na tuhá paliva, dnes často plynové topení na propan-butan. Dnes je běžné i napojení na elektrický rozvod 230/400 V. Výraz maringotka pochází z francouzského maringote. Ve Francii bylo toto slovo pravděpodobně odvozeno od názvu francouzské obce Maringues, kde se tato zařízení vyráběla.

## Využití maringotek v současnosti
Velkou nevýhodou maringotek je vzhledem k jejich konstrukci nízká přepravní rychlost, typicky 10–25 km/hod. To značně komplikuje jejich přemísťování. Protože dnešní stavební firmy disponují výkonnou technikou ve formě autojeřábů a podvalníků, používají stále častěji namísto maringotek obytné kontejnery.

## Jiná využití maringotek
- Přechodné ubytování nebo pracovní zázemí pracovníků v oborech podobných stavebnictví, například lesních dělníků, zeměměřičů, dopravních zaměstnanců.
- Krátkodobé, sezónní a pojízdné prodejny nebo provozovny služeb, občerstvení atd.
- Ubytování zaměstnanců cirkusů a pouťových atrakcí. Zde se využívá možnosti odstavit maringotku na běžném parkovišti, nebo i na neupravené ploše. Obytný kontejner vyžaduje přece jen upravenou plochu.
- Technické nebo sociální zázemí při akcích konaných mimo obydlené území jako jsou různé hudební festivaly.
- Pro transport včelstev. Úly jsou vestavěny do upravené maringotky a včely je možné dopravit do akce přímo na pole nebo do lesa.
- Levná forma trvalého bydlení.[2]